# Iñaki Pikabea Burunza
Iñaki Pikabea Burunza (Errenteria, 5 d'agost de 1947) és un activista polític basc, exmembre de l'organització armada ETA i exparlamentari basc per la coalició abertzale Herri Batasuna a les eleccions al Parlament Basc de 1980 i 1984.
El 19 de febrer de 1979 va ser detingut per la policia acusat de pertànyer a un comando d'ETA-militar. Quan estava en presó preventiva a l'espera de judici va ser inclòs per la coalició abertzale Herri Batasuna en les seves llistes electorals de cara a les primeres eleccions autonòmiques que es van celebrar al País Basc. Va ser escollit parlamentari basc per la província de Guipúscoa. Va ser parlamentari entre 1980 i 1984 encara que mai va arribar a participar en cap sessió del Parlament. El juliol de 1981 va ser sentenciat a 33 anys de presó per ser membre d'ETA-militar i per haver participat l'any 1977 en l'assassinat del regidor irunès Julio Martínez Ezquerro.
El 7 de juliol de 1985 va protagonitzar una sonada fugida de la presó de Martutene de Sant Sebastià juntament amb l'escriptor Joseba Sarrionaindia. Ambdós van escapar amagats en un altaveu després d'un concert del cantant Imanol Larzabal a la presó. La fugida va inspirar la famosa cançó «Sarri, Sarri» del grup basc Kortatu. Pikabea es va reintegrar a ETA després de la seva fuga, però va ser detingut dos anys més tard, a l'octubre de 1987 en una operació policial a França contra la direcció militar d'ETA. Va ser extradit a Espanya i va seguir complint la seva condemna.
El març de l'any 2000 va sortir de la presó en llibertat condicional.